# Julián Carrón

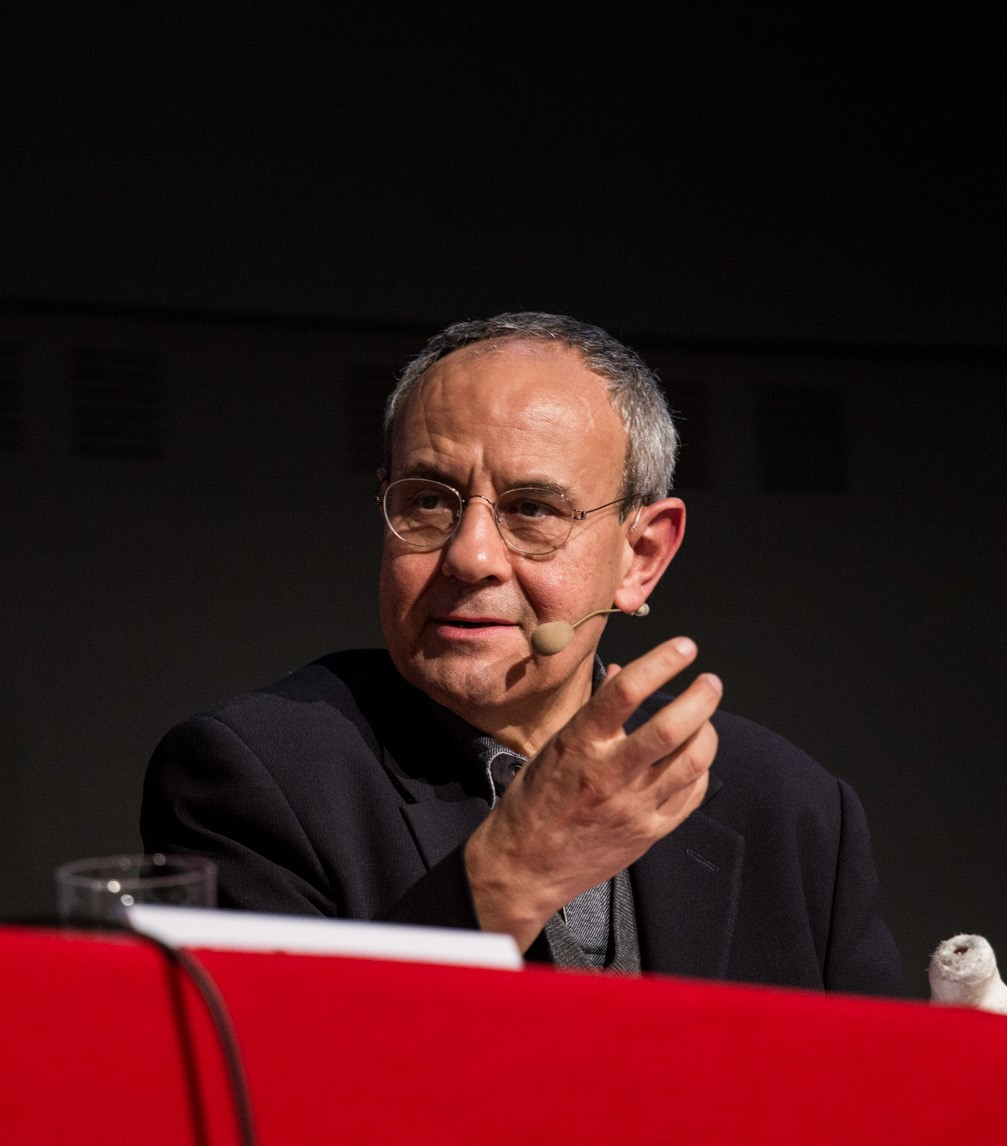
Julián Carrón (2016)

Julián Carrón (* 25. Februar 1950 in Navaconcejo, Provinz Cáceres, Spanien) ist ein spanischer katholischer Priester und Leiter der Bewegung Comunione e Liberazione. Er ist in dieser Funktion unmittelbarer Nachfolger des Gründers der Gemeinschaft Luigi Giussani nach dessen Tod am 22. Februar 2005.

## Leben
Julián Carrón Pérez studierte Theologie in Madrid und empfing dort 1975 die Priesterweihe. Während der folgenden pastoralen Arbeit studierte er weiterhin Theologie an der Päpstlichen Universität Comillas, an der École biblique in Jerusalem, der Katholischen Universität in Washington und an der Theologischen Fakultät in Burgos. Dort promoviert er im Jahre 1984.
Carrón war Direktor des Diözesanen Instituts für klassische und orientalische Studien San Justino in Madrid, der spanischen Ausgabe der Internationalen Katholischen Zeitschrift Communio und der Zeitschrift Estudios bíblicos. Danach war er ordentlicher Professor für Neues Testament an der Theologischen Fakultät San Dámaso in Madrid und Direktor des dortigen Instituts für Religionswissenschaften.
Seit 2004 lebt er in Italien, wo er seit 2005 an der Università Cattolica in Mailand lehrt.
Sein besonderes Interesse gilt der Erforschung des semitischen Hintergrundes der drei synoptischen Evangelien. Im Jahr 2001 erschien in der Reihe Studia semitica Novi Testamenti sein gemeinsam mit José Miguel García Pérez verfasstes Buch über die Datierung der Evangelien.